# Otonye Iworima
Otonye Iworima (sinh ngày 13 tháng 4 năm 1976) là một vận động viên nhảy xa ba bước người Nigeria.
Năm 2006, cô về nhì tại Đại hội Thể thao Khối thịnh vượng chung và hạng ba tại Giải vô địch châu Phi. Vì những thành tích này, Liên đoàn điền kinh Nigeria đã chọn cô là vận động viên nữ của năm Nigeria. Năm 2007, cô đã giành được một huy chương đồng khác, tại Đại hội Thể thao toàn châu Phi.

## Thành tích
| Năm                  | Giải đấu              | Địa điểm              | Thứ hạng             | Nội dung             | Chú thích            |
| Representing Nigeria | Representing Nigeria  | Representing Nigeria  | Representing Nigeria | Representing Nigeria | Representing Nigeria |
| -------------------- | --------------------- | --------------------- | -------------------- | -------------------- | -------------------- |
| 2006                 | Commonwealth Games    | Melbourne, Australia  | 2nd                  | Triple jump          | 13.53 m              |
| 2006                 | African Championships | Bambous, Mauritius    | 3rd                  | Triple jump          | 13.88 m (w)          |
| 2007                 | All-Africa Games      | Algiers, Algeria      | 3rd                  | Triple jump          | 13.83 m              |
| 2008                 | African Championships | Addis Ababa, Ethiopia | 11th                 | Long jump            | 5.83 m (w)           |
| 2008                 | African Championships | Addis Ababa, Ethiopia | 6th                  | Triple jump          | 13.38 m              |
| 2010                 | African Championships | Nairobi, Kenya        | 3rd                  | Triple jump          | 13.65 m              |
| 2010                 | Commonwealth Games    | Delhi, India          | 9th                  | Triple jump          | 13.21 m              |
| 2011                 | All-Africa Games      | Maputo, Mozambique    | 3rd                  | Triple jump          | 13.53 m              |